# Archidiecezja antananarywska
Archidiecezja antananarywska (łac. Archidioecesis Antananarivensis) – diecezja rzymskokatolicka na Madagaskarze.

## Historia
W 1841 powstała prefektura  apostolska  Madagaskaru przez wyłączenie terytorium wyspy spod jurysdykcji prefektury  apostolskiej Bourbon. Z prefektury apostolskiej Madaskaru w 1848 wydzielono prefekturę apostolską wysp Majotta, Nossi-bé i Komorów. Jednocześnie podniesiono prefekturę Madagaskaru do rangi wikariatu apostolskiego. W 1898 przemianowano prefekturę na wikariat środkowego Madagaskaru, wydzielając z niego prefektury północnego i południowego Madagaskaru, a w 20 maja 1913 terytorium otrzymało nazwę wikariat Tananarive po wydzieleniu wikariatu apostolskiego Fianarantsoa (10 maja 1913) oraz prefektury apostolskiej Betafó (15 maja 1913). W 1933, z wikariatu Tananarive, wydzielono prefekturę apostolską Vatomandry, a w 1935 prefekturę apostolską Morondava. W 1955 wikariat Tananarive podniesiono do rangi archidiecezji (archidiecezja Tananarywy). Pod obecną nazwą (archidiecezja antananarywska) – od 1989.

## Główne świątynie
- Archikatedra: Katedra Niepokalanego Poczęcia Najświętszej Maryi Panny w Antananarywie

## Ordynariusze
- Jean-Pierre Dalmont CSSp (grudzień 1841 – 22 września 1847)
- Alexandre Monnet CSSp (30 września 1848 – 1 grudnia 1849)
- Jean-Baptiste Cazet SJ (6 sierpnia 1872 – 30 sierpnia 1911)
- Henri de Lespinasse de Saune SJ (30 sierpnia 1911 – 7 marca 1927)
- Etienne Fourcadier SJ (15 lutego 1928 – 22 kwietnia 1947)
- Victor Sartre SJ (11 marca 1948 – 12 stycznia 1960)
- kard. Jéróme Rakotomalala (5 kwietnia 1960 – 1 listopada 1975)
- kard. Victor Razafimahatratra SJ (10 kwietnia 1976 – 6 października 1993)
- kard. Armand Gaétan Razafindratandra (3 lutego 1994 – 7 grudnia 2005)
- Odon Razanakolona (7 grudnia 2005 – 5 czerwca 2023)
- Jean de Dieu Raoelison (od 5 czerwca 2023)